# Російсько-українські словники
Російсько-українські словники, r2u.org.ua — вебсайт, що надає онлайновий доступ до російсько-українських та українсько-російських словників. Основу сайту становлять «допогромні» словники, що їх видано до згортання українізації 1920—30-х років.
Окрім перепублікації існуючих словників, редактори сайту з 2009 року укладають також «Російсько-український сучасний народний словник». Значна частина матеріалів цього словника формується за пропозиціями і обговореннями на форумі сайту, звідки і походить назва «народний».

## Історія створення
У червні 2010 на сайті розміщено електронну версію «Словаря української мови» Бориса Грінченка. Роботу здійснено в рамках проєкту «З незамулених джерел». Автор ідеї — Олександр Оксимець, котрий власноруч оцифрував майже всі чотири томи праці Грінченка. На це пішло майже два роки.

## Перелік словників
- Російсько-український академічний словник А. Кримського та С. Єфремова (тт. 1—3, А—П, 1924—1933)
- Російсько-український словник О. П. Ізюмова (1930)
- Словарь росийсько-український М. Уманця та А. Спілки (т. 1—4, Львів, 1893—1898)
- Російсько-український фразеологічний словник [Архівовано 17 травня 2017 у Wayback Machine.] В. П. Підмогильного та Є. П. Плужника (1928)
- Російсько-український словник технічної термінології І. Шелудька, Т. Садовського (1928)
- Російсько-український словник ділової мови М. Ю. Дорошенка, М. О. Станиславського, В. М. Страшкевича (1930)
- Російсько-український словник правничої мови В. І. Войткевича-Павловича, Г. Д. Вовкушівського та інших (1926)
- Правописний словник Г. К. Голоскевича (1929)
- Словарь української мови Бориса Грінченка (тт. 1—4, 1907—1909)
- Словник українсько-російський А. В. Ніковського (1927)
- Словник російсько-украïнський. П. Терпило (1918)
- Російсько-український словник природничої термінології Х. Полонського (1928)
- Російсько-український словник термінів фізики і химії [Архівовано 10 серпня 2020 у Wayback Machine.] (1918)
- Російсько-український словничок термінів природознавства і географії [Архівовано 10 серпня 2020 у Wayback Machine.] (1917)
- Стилістичний словник І. Огієнка (1924)
- Словник геологичної термінології. П. А. Тутковський (1923)
- Словарик пояснення чужих та не дуже зрозумілих слів (1906)
- Словник московсько-український, упорядник Коломийченко Марія (1918)
- Російсько-український словник М. Канівця (1918)
- Практичний українсько-російський словник. Л. Савченка (1923)
- Словник технічної термінології. М. і Л. Дармороси (1926)
- Російсько-український словник військової термінології С. та О. Якубських (1928)
- Норми української літературної мови [Архівовано 21 січня 2022 у Wayback Machine.] О. Синявського (1941)
- Російсько-український словник сталих виразів І. Виргана та М. Пилинської (1959)
- Російсько-український сучасний народний словник (від 2009)
- Тлумачно-стилістичний народний словник [Архівовано 6 червня 2015 у Wayback Machine.] (від 2013)